# District de Xinhui
Le district de Xinhui (新会区 ; pinyin : Xīnhuì Qū) est une subdivision administrative de la province du Guangdong en Chine. Il est placé sous la juridiction de la ville-préfecture de Jiangmen. On y parle le dialecte de Xinhui du groupe des dialectes de Siyi du cantonais.
La ville de Xinhui est située à 50 km au sud de Jiangmen. Autrefois Xian, puis ville à partir de 1992, elle a été rattachée à Jiangmen en 2002 comme district de cette ville. Au cours de la période néolithique, la zone où se trouve Xinhui était une baie à l'embouchure de la rivière des Perles; limon déposé par les rivières Xi et Tan a entraîné il devient peu à peu la terre. Ceci est quand les humains installés dans la région. Au cours des dix dernières années, la preuve de la colonisation néolithique tels que des amas coquilliers communaux, et des fragments de céramique et de poterie ont été découverts.
district Xinhui était autrefois connu sous le district Gugang (古 岡 州). Les gens célèbres nés dans ce qui est maintenant connu comme Xinhui comprennent Liang Qichao, Chen Baisha, Chan Heung.
courte introduction: Selon le ministère de la commission d'outre-mer de la Chine continentale, environ 600 000 Chinois d'outre-mer a affirmé leur ville natale ancestrale était Xin Hui
érudits célèbres:

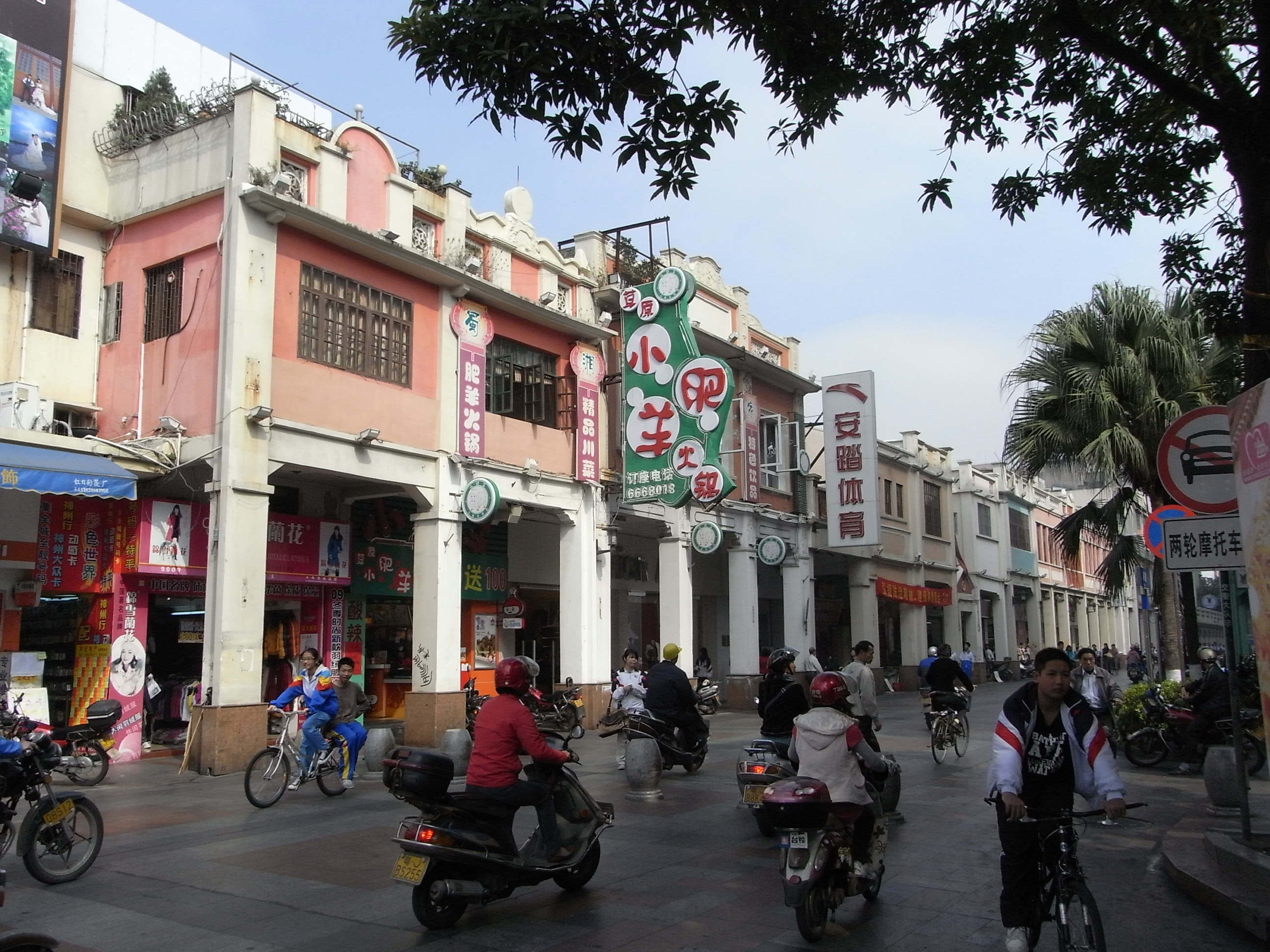
Route Xinhuihuicheng Renshou

1. Chen xian zhang(chinoise: 陈献章 ou 陈白沙)--Chen Baisha (1428-1500) est l'un des plus célèbres savants confucéens, poètes et calligraphes de Chine, sous la dynastie des Ming. [1] Il est né en Xinhui et a été considéré comme le premier chercheur à sortir de Xinhui et Guangdong. Dès 1464, quand Chen enseignait dans Baisha, Guangdong, sa bourse était déjà très apprécié. En 1466, à l'âge de trente-neuf ans, Chen a voyagé à Beijing et rentra dans l'Académie nationale. Il a été salué par Xing Rang et a commencé une tendance nouvelle de l'enseignement. Lorsque Chen Baisha est mort en 1500, a laissé derrière une ligne distinguée d'étudiants, dont beaucoup alors étaient hautes fonctions. [2] Parmi eux, Liang Chu et Zhan Ruoshui étaient des hauts fonctionnaires, et Huang Zuo, en plus d'être un haut fonctionnaire.
2. Liang chi chao (chinoise: 梁任公)--Liang Qichao (梁啟超), surnommé Zhuoru (卓如) et aussi connu sous le pseudonyme de Rengong (任公), né le 23 février 1873 et mort le 19 janvier 1929 àPékin est un universitaire, journaliste, philosophe et réformiste chinois de la dynastie Qing (1644–1911). Ses écrits ont inspiré les intellectuels chinois et les mouvements de réforme.
chanteur célèbre:
Andy Lau(chinoise: 刘德华)

## Démographie
La population du district était de 865 190 habitants en 1999.